# هوبير هيوز
هوبير هيوز (بالإنجليزية: Hubert Hughes)‏ هو سياسي أنغويلائي، ولد في 15 أكتوبر 1933 في المملكة المتحدة. حزبياً، نشط في حركة أنغويلا المتحدة ‏. وقد انتخب رئيس وزراء أنغيلا.